# أيوب أبو دية
أيّوب أبو ديّة (1955 - ) هو كاتب ومهندس مدني ودكتور في الفلسفة أردني، ولد في عمّان، عمل رئيسًا لجمعية حفظ الطاقة واستدامة البيئة الأردنية، وهو عضو في رابطة الكتاب الأردنيين والجمعية الفلسفية الأردنية، وعضو لجنة الحوار الفلسفي العربي الآسيوي - اليونسكو.
حصل على جائزة الدولة التشجيعية في العلوم الهندسية لعام 1992، وحصل على الجائزة الذهبية البريطانية للبيئة المبنية عن الشرق الأوسط في 2010. وعلى درع البطل الأخضر من المؤسسة البريطانية الخضراء في 2010.

## مؤلفات
صدرت له عدة أعمال منها:

### كتب علمية
- «الأبنية الخضراء»، الإمارات العربية المتحدة: مؤسسة زايد الدولية للبيئة، 2013.
- «الانحطاط النووي بعد فوكوشيما»، مؤلف مشارك، عمان، 2012.
- «البيئة في مئتي سؤال»، بيروت: دار الفارابي، 2010.[3]
- «البيئة من منظور الناشئة»، عمّان، 2012، بالعربية والإنجليزية.
- «الرطوبة والعفن في الابنية: اسبابها، اضرارها، وطرق معالجتها»، الطبعة الأولى: عمّان - 1992، الطبعة الثانية: 2001.[4]
- «الطاقة المتجددة في حياتنا»، مكتبة الأسرة الأردنية، وزارة الثقافة، 2010.
- «الطاقة النووية...ما بعد فوكوشيما»، عمّان، 2012.[5]
- «الطاقة والإنسان والبيئة»، الإمارات العربية المتحدة: مؤسسة زايد الدولية للبيئة، 2016.[6]
- «العلم والفلسفة الأوروبية الحديثة: من كوبرنيق إلى هيوم»، بيروت: دار الفارابي، 2009.[7]
- «تمكين مؤسسات المجتمع المدني حول المخاطر الاجتماعية والاقتصادية والبيئية للطاقة النووية مقابل الطاقة المتجددة بوصفها طاقة السلام»، عمّان: مؤسسة فريدريش أيبرت، 2015، باللغتين العربية والإنجليزية.
- «تنمية التخلف العربي: في ظلال سمير أمين»، بيروت: دار الفارابي، 2004.[8]
- «حوارات حول الرطوبة في الأبنية»، عمّان، 2005.
- «دليل الأسرة في توفير الطاقة»، مكتبة الأسرة الأردنية، وزارة الثقافة الأردنية، 2008.
- «رحلة في تاريخ العلم: كيف تطورت فكرة لا تناه العالم»، دار الفارابي، 2010.[9]
- «سقوط الحجاب عن الطاقة النووية»، عمان: الآن ناشرون وموزعون، 2016.[10]
- «ظاهرة الانحباس الحراري»، الطبعة الأولى: عمّان - أمانة عمّان الكبرى - 2010، الطبعة الثانية: عمّان - وزارة الثقافة - مكتبة الأسرة - 2014.[11]
- «عشرة دروس من فوكوشيما»، مترجم إلى العربية بالاشتراك، عمّان، 2016.
- «علم أخلاقيات البيئة»، مخطوط بالإنجليزية.
- «علم البيئة وفلسفتها»، عمّان: أمانة عمّان الكبرى، 2008.
- «علماء النهضة الأوروبية»، بيروت: دار الفارابي، 2011.[12]
- «عيوب الأبنية»، الطبعة الأولى: عمّان - 1986، الطبعة الثانية: 2002.
- «مخاطر اليورانيوم المشع»، مترجم إلى العربية، 2008.
- «مقارنة تكلفة التقانات متدنية إنتاج الكربون: ما هو الخيار الأقل تكلفة»، عمّان: مؤسسة فريدريش أيبرت، 2016، باللغتين العربية والإنجليزية.
- «من فوضى الطاقة إلى إدارتها»، الطبعة الأولى: عمّان - مؤسسة فريدريش أيبرت -2014، الطبعة الثانية: 2015 - باللغتين العربية والإنجليزية.
- «نهاية العالم على مذبح التغير المناخي»، بيروت: دار الفارابي، 2012.[13]
- دليل أصدقاء البيئة: كيف نحيا حياة رفيقة بالبيئة، 2023، مؤسسة زايد الدولية للبيئة.
- موسوعة ملخصات أمهات التراث في العلوم الطبيعية والطب والصيدلة، ٢٠٢٤.
- الشراكسة: مسيرة نضال، ٢.٢٤.
- أصوات من أجل العدالة: ٦٧ يهود انسانيون، ٢.٢٥.

### كتب فكرية
- «أمثال شعبية مختارة عمّان»، جمع وتحقيق، 1994.
- «إسماعيل مظهر من الاشتراكية إلى الإسلام»، الطبعة الأولى: عمّان: دار ورد، 2005، الطبعة الثانية: حلب، دار نون، 2008.[14]
- «الحجاب في التاريخ» بيروت: دار الفارابي، 2012.[15]
- «تنمية التخلف العربي: في ظلال سمير أمين»، 2004.
- «حروب الفرنج... حروب لا صليبية»، الطبعة الأولى: عمّان: دار ورد، 2004، طبعة مزيدة ومنقحة، بيروت: دار الفارابي، 2008.[16]
- «سلامة موسى: من رواد الفكر العلمي العربي المعاصر»، عمّان: دار ورد، 2006.[17]
- «عباس محمود العقاد: من العلم إلى الدين»، عمّان: دار ورد، 2003.[18]
- «غالب هلسا مفكراً»، مشارك، عمّان: دار ورد، 2005.
- «فلسفة التحرر القومي العربي»، مؤلف مشارك، 2003.
- «محمد أركون مفكراً»، مؤلف مشارك، عمّان: دار يافا العلمية، 2009.
- «موسوعة أعلام الفكر العربي الحديث والمعاصر»، عمّان: وزارة الثقافة، الطبعة الأولى، 2008، عمّان، الطبعة الثانية: معدلة ومنقحة، 2012.[19]
- موسوعة ملخصات أمهات التراث في الانسانيات: في مئة كتاب وكتاب.[20]
- عمالقة الفكر الفلسفي، دار الآن ناشرون وموزعون، 2024، عمان، الأردن.

## جوائز
- جائزة الدولة التشجيعية في العلوم الهندسية لعام 1992.
- جائزة أفضل البحوث المقدمة لندوة «التنمية العمرانية في المناطق الصحراوية» من وزارة الأشغال العامة في الرياض بالمملكة العربية السعودية لعام 2002 بالاشتراك مع المهندس أدهم سبع العيش.
- الجائزة الذهبية للأبنية المبنية للشرق الأوسط من بريطانيا لعام 2010 عن البيت البيئي الأخضر في «دارة الكمالية» – عمّان.
- درع البطل الأخضر لعام 2010، مقدم من المؤسسة البريطانية الخضراء بالتعاون مع وكالة البيئة الوطنية البريطانية ومعهد الصحة البيئية الإنجليزي تقديرا لأعماله الخضراء في البناء والاعمار والكتابة والتوعية البيئية، 2010.[2]
- جائزة داعية البيئة لعام 2015 من منظمة المدن العربية.
- جائزة جامعة فيلادلفيا لأفضل كتاب علمي مؤلف عام 2016.
- جائزة العمارة من منظمة العواصم والمدن الاسلامية بالاشتراك مع الدكتورة ميس الرازم، ٢٠٢٤.